# グスタフ・ハスフォード
グスタフ・ハスフォード（Gustav Hasford、1947年11月28日 - 1993年1月29日) は、アメリカの小説家。映画『フルメタル・ジャケット』の原作者。フルネームはJerry Gustav Hasford。

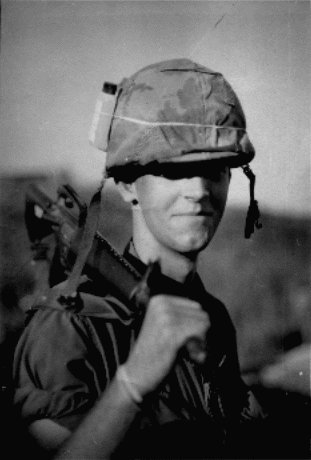
グスタフ・ハスフォード、ベトナムにて

## 略歴
アラバマ州ラッセルヴィル生まれ。1967年にアメリカ海兵隊に召集され、軍報道員としてベトナム戦争に従軍する。この時の体験を元に、戦場をリアルに描写した小説『フルメタル・ジャケット』（原題 The Short-Timers）を1979年に発表、「ベトナム戦争に関する最良のフィクション」と評された。これをスタンリー・キューブリックが1986年に映画化し、ハスフォードはマイケル・ハーと共に脚本に参加。1987年アカデミー賞では脚色賞の候補に選ばれるが受賞には至らなかった。
1970年代にはSF作家アーサー・バイロン・コーヴァー（Arthur Byron Cover）、デイヴィッド・J・スカル（David J. Skal）などと交流し、デーモン・ナイトのアンソロジー『オービット』や雑誌『Space and Time』などの発行に参加、ハーラン・エリスンと同居したりもした。また影響を受けた作家にはジョン・ファウルズを挙げている。その後オーストラリアに移住し、『フルメタル・ジャケット』の続編『The Phantom Blooper』を執筆。
1988年に、アメリカとイギリスの図書館から760冊の本を盗み、カリフォルニア州サンルイスオビスポで逮捕される。ハスフォードは、南北戦争に関する未刊行書の研究のために「借りた」と主張し、6カ月の判決を受けて3カ月間懲役に服し、次作『The Phantom Blooper』の印税で賠償することとした。
『The Phantom Blooper』は1990年に発表。1992年には、ロサンゼルスを舞台にした推理小説『A Gypsy Good Time』を発表したが、殆ど注目されなかった。糖尿病に苦しみ、ギリシャのアイギナ島に移り、1993年に心不全で死去。

## 作品
- The Short-Timers 1979年
- The Phantom Blooper 1990年
- A Gypsy Good Time 1992年

### 邦訳
- 『フルメタル・ジャケット』The Short-Timers 高見浩訳、角川書店、1986年